# Династија (ТВ серија из 1981, 7. сезона)
Седма сезона серије Династија премијерно је емитована у Сједињеним Америчким Државама на каналу АБЦ од 24. септембра 1986. године до 6. маја 1987. године. Радња серије коју су створили Ричард и Естер Шапиро, а продуцирао Арон Спелинг, врти се око породице Карингтон, богате породице из Денвера у Колораду.
Главне улоге у седмој сезони тумаче: Џон Форсајт као нафтни тајкун и милионер Блејк Карингтон, Линда Еванс као његова нова супруга Кристал, Џон Џејмс као женскарош Џеф Колби, Гордон Томсон као Блејков старији син Адам, Ема Самс као Блејкова тврдоглава ћерка Фалон, Џек Колман као Блејков млађи син Стивен, Мајкл Нејдер као предузетник Декс Декстер, Хедер Локлер као Кристалина сестричина Саманта Џозефин Дин, Тед Макгинли као дечко Семи Џо Клеј Фалмонт, Тери Гарбер као Бенова ћерка Лесли, Кејси Јејтс као Дексова другарица Сара Кертис, Лин Ханли као Адамова супруга Дејна, Вејн Нортроп као Блејков возач Мајкл Кулхејн, Кристофер Казенов као Блејков брат Бен, Карен Челини као Блејкова и Алексисина млађа ћерка Аманда, Кејт О’Мара као Алексисина сестра Касандра Морел, Дајен Керол као Блејкова полусестра Доминик Деверо и Џоан Колинс као Блејкова бивша супруга Алексис.

## Развој
Иако је прва епизода „Победа” имала високу гледаност од 20,1 милиона гледалаца, серију је по гледаношћчу претекла серија Магнум, П.И. сада у истом термину на каналу ЦБС. Династија је на крају завршила на 24. месту по гледаности после седме сезоне у Сједињеним Државама.
Током раздобља у продукцији између шесте и седме сезоне, глумица Катарина Оксенберг је напустила улогу Аманде Карингтон, највероватније због несугласица око плате. Агент оксенбергове је наваљивао да је глумица напустила Династију својевољно док је нека штампа писала да је добила отказ. Улогу је одмах преузела Карен Челини, која се појавила у 13 епизода седме сезоне док лик није отписан у епизоди „Бушотина”.

## Радња
По почетку седме сезоне, Блејк се зауставио да не убије Алексис која му је одузела сву имовину па и вилу. Клаудија је погинула у пожару који је изазвала у "Ла Миражу", а Аманду (коју сада тумачи Карен Челини) спасао је Мајкл Кулхејн, Блејков бивши возач из прве сезоне који се вратио. Блејк је победио Бена и Алексис и вратио своје богатство, али је изгубио памћење после праска на једној бушотини. Алексис га је пронашла и како су сви веровали да је мртав, она га је убедила да су још у браку. Иако је живела како је хтела, Алексис је на крају смекшала и рекла Блејку истину па се он поново вратио Кристал. Кристина је била на пресађивању срца, али ју је касније на кратко отела Сара Кертис, мајка девојчице чије је срце добила. Брак Семи Џо са Клејем је пропао па је она завршила у кревету са Стивеном. Аманда је отишла из града, а Бенова ћерка Лесли је дошла. Адамова целоциклусна веза са Блејковом тајницом Дејном Воринг завршила се свадбом на крају сезоне 6. маја 1987. која је обележена Алексисиним падом колима у реку и насилним повратком Метјуа Блајздела (Бо Хопкинс) жељног освете.

## Улоге

### Главне
- Џон Форсајт као Блејк Карингтон
- Линда Еванс као Кристал Карингтон
- Џон Џејмс као Џеф Колби (епизоде 6 и 18)
- Гордон Томсон као Адам Карингтон
- Ема Самс као Фалон Карингтон (епизоде 1 и 6)
- Џек Колман као Стивен Карингтон
- Мајкл Нејдер као Декс Декстер
- Хедер Локлер као Саманта Џозефин Дин
- Тед Макгинли као Клеј Фалмонт
- Тери Гарбер као Лесли Карингтон (епизоде 13, 18-28)
- Кејси Јејтс као Сара Кертис (епизоде 19-28)
- Лин Ханли као Дејна Воринг (епизоде 20-28)
- Вејн Нортроп као Мајкл Кулхејн (епизоде 1-25)
- Кристофер Казенов као Бенџамин Карингтон
- Карен Челини као Аманда Карингтон (епизоде 1-13)
- Кејт О’Мара као Касандра Морел (епизоде 7-10)
- Дајен Керол као Доминик Деверо (епизоде 1, 3-6, 10-12, 14-19, 21-28)
- Џоан Колинс као Алексис Карингтон

### Епизодне
- Бо Хопкинс као Метју Блајздел (епизода 28)
- Лин Ханли као Дејна Воринг (епизоде 4-5, 7-9, 11-13, 17-19)

## Епизоде
| Бр. еп. (укупно) | Бр. еп. (у сезони) | Наслов                      | Редитељ             | Сценариста                                                      | Премијера           | Прод. код | Гледаност у САД-у (милиони) |
| --- | ------------------ | --------------------------- | ------------------- | --------------------------------------------------------------- | ------------------- | --------- | --------------------------- |
| 149 | 1                  | "Победа"                    | Дон Медфорд         | Синопсис: Едвард Де Бласио Сценарио: Лоренс Хит                 | 24. септембар 1986. | DY-146    | 20.10                       |
| Блејко бивши возач Мајкл Кулхејн се вратио и спасио Аманду из пожара у "Ла Миражу", али је хотел уништен, а Клаудија погинула у пожару. Кад су избацили Блејка и Кристал из вила, Алексис и Бен су се уселили. Адам је остао сломљен кад је сазнао за Клаудијину смрт. Доминик је отказала свадбу са Гаретом. Ожалошћени човек коме је жена страдала у пожару оптужио је Блејка за убиство, а како је недавно купила новинску редакцију, Алексис је одмах објавила причу у својим новинама.Поновна појава Мајкла Кулхејна. |                    |                             |                     |                                                                 |                     |           |                             |
| 150 | 2                  | "Замена страна"             | Гвен Арнер          | Синопсис: Едвард Де Бласио Сценарио: Лоренс Хит                 | 1. октобар 1986.    | DY-147    | 18.70                       |
| На Амандино наваљивање, Блејк је невољно поново запослио Мајкла Кулхејна као свог возача. Блејк је отишао у "Деверско огледало" да поразговара са издавачем око тога што је објављено и остао је потресен кад је видео да је Алексис издавачица. Блејк је био још више потресен кад је Алексис рекла да намерава да искористи новине да га представи као пиромана који је запалио хотел због новца од осигурања. Стивен је рекао Адаму да напушта друштво "Колби" и да хоће са њим да помогне Блејку да поврати своју имовину. Адам је невољно пристао, али је одмах отишао код Алексис и прихватио положај у друштву "Колби" који му је понудила. Кад је купила и последњу деоницу која јој је требала, Алексис је преузела пуну управу над "Денвер−Карингтоном". Блејк, Кристал и Мајкл су имали несрећу када је Фил Торп, човек који је оптужио Блејка да му је убио жену, изгурао њихову лимузину са пута. |                    |                             |                     |                                                                 |                     |           |                             |
| 151 | 3                  | "Жижа"                      | Дон Медфорд         | Синопсис: Џејмс В. Кирнс Сценарио: Лоренс Хит                   | 22. октобар 1986.   | DY-148    | 17.80                       |
| Кристал је хитно пребачена у болницу због повреда опасних по живот после несреће. Кривећи Алексис због непосредног изазивања несреће, Блејк је запретио да ће је задавити ако се Кристал нешто деси. Доминик је понудила новчану помоћ Блејку. Алексис је притисла окружног тужиоца да оптужи Блејка за подметање пожара. Торп је потегао пиштољ на Кристал у њеној соби, али је она успела да га смири. |                    |                             |                     |                                                                 |                     |           |                             |
| 152 | 4                  | "Награда"                   | Ирвинг Џ. Мур       | Синопсис: Харолд Стоун Сценарио: Лоренс Хит                     | 29. октобар 1986.   | DY-149    | 17.00                       |
| Алексис је кренула свим силама да докрајчи Блејка, а она је постао уверен да је земља коју је наследио од мајке кључ за повратак његовог царства. Мајкл је наставио да вара Аманду како би се осветио Блејку. Адам и Бен су преко мушице. Блејк је ухапшен због убиства и подметања пожара.Прва појава Дејне Воринг. |                    |                             |                     |                                                                 |                     |           |                             |
| 153 | 5                  | "Договор"                   | Џорџ Стенфорд Браун | Синопсис: Денис Тарнер Сценарио: Лоренс Хит                     | 5. новембар 1986.   | DY-150    | 16.70                       |
| Алексис је сазнала да и Бен спрема план против Блејка у случају подметања пожара у "Ла Миражу". Кристал је почело здравље да слаби, али не жели да слуша савете лекара. Доминик и Кристал су сазнале од Џеки да је пожар букнуо у Клаудијиној соби што је довело до ослобађања Блејка. Алексис и Декс су се поимрили. Карес је послала Блејку писмо у коме му тражи помоћ. |                    |                             |                     |                                                                 |                     |           |                             |
| 154 | 6                  | "Романтика"                 | Ненси Малон         | Синопсис: Март Кроли Сценарио: Лоренс Хит                       | 12. новембар 1986.  | DY-151    | 16.20                       |
| Бен је сазнао да је Карес послала Блејку писмо у коме му тражи помоћ па је покренуо план да јој спречи излазак на слободу. Алексис су коначно додијала сва Бенова муљања па је прекинула све везе са њим. ОН се одмах заклео да ће је натерати да плати. |                    |                             |                     |                                                                 |                     |           |                             |
| 155 | 7                  | "Задатак"                   | Дон Медфорд         | Синопсис: Едвард Де Бласио Сценарио: Лоренс Хит                 | 19. новембар 1986.  | DY-152    | 15.60                       |
| Уз помоћ Клеја Фалмонта, Декс и Блејк су ослободили Карес из из затвора у Каракасу и вратили је натраг у Денвер. |                    |                             |                     |                                                                 |                     |           |                             |
| 156 | 8                  | "Избор"                     | Ирвинг Џ. Мур       | Синопсис: Харолд Стоун Сценарио: Лоренс Хит                     | 26. новембар 1986.  | DY-153    | 15.90                       |
| Карес је окренула нови лист и почела је да припрема освету Алексис и Бену. Семи Џи је рекла Клеју да ће постати отац, али није од лекарке није добила одговор ком се надала. Мајкл је у талу са непријатељем Карингтонових Зеком Пауерсом. Слепа на Мајклове мутне работе, Аманда је почела да живи са њим. |                    |                             |                     |                                                                 |                     |           |                             |
| 157 | 9                  | "Тајна"                     | Дон Медфорд         | Синопсис: Денис Тарнер Сценарио: Лоренс Хит                     | 3. децембар 1986.   | DY-154    | 16.70                       |
| Чак и после покушаја њеног убиства, Карес је наставила са својим планом да се освети. Алексис је истражила Мајкла и кад га је питала пред Амандом за мутне радње, Аманда га је оставила, али је он брзо успео да је врати. Клеј је запросио Семи Џо. Емили је рекла Баку за своју прељубу са Беном па је кренула да напусти Денвер, али је прво оставила писмо Блејку на пријавницу, али су је после ударила кола. |                    |                             |                     |                                                                 |                     |           |                             |
| 158 | 10                 | "Писмо"                     | Џорџ Стенфорд Браун | Синопсис: Едвард Де Бласио Сценарио: Лоренс Хит                 | 10. децембар 1986.  | DY-155    | 17.20                       |
| Емили је на самрти дала Блејку писмо које ће скинути љагу са његовог имена и открити сва муљања Алексис и Бена. Семи Џо и Клеј су се венчали у Лас Вегасу. Кад је Алексис запретила да ће га раскринкати, Мајкл је све признао и стекао наклоност Блејка. Пре одласка из Денвера, Карес се помирила са Алексис и упозорила је на злокобног Бена.Последња појава Касандре Морел. |                    |                             |                     |                                                                 |                     |           |                             |
| 159 | 11                 | "Игранка"                   | Ненси Малон         | Синопсис: Едвард Де Бласио Сценарио: Лоренс Хит                 | 17. децембар 1986.  | DY-156    | 16.70                       |
| Лекарка је Семи Џо обавестила да уопште није трудна, а она како се плашила да ће изгубити Клеја, није му то рекла. Наоружан чврстим доказима, међу којима је и писмо Емили Фалмонт, да су Алексис и Бен починили кривоклетство, Блејк је натерао Алексис да му врати вилу, "Денвер−Карингтон" и бушотине на Јужно-кинеском мору. |                    |                             |                     |                                                                 |                     |           |                             |
| 160 | 12                 | "Страх"                     | Мајкл Хјуго         | Синопсис: Денис Тарнер Сценарио: Лоренс Хит                     | 31. децембар 1986.  | DY-157    | 13.70                       |
| Блејк и Кристал су се вратили у вилу. Пошто је попио чашицу више претходне ноћи, Стивен је ујутру затекао неочекивану особу у кревету. Мајкл је предложио Алексис један пословни предлог, а она је пристала под условом да он тужи Блејка за 50 милиона јер је обуставио рад на кратеру. Адам и Дејна су се посвађали кад му је она рекла да ће да се врати да ради за Блејка као помоћница. Пошто је Алексисин музички критичар попљувао Доминикин рад, Доминик и она су имале жесток окршај. Кад је Бен покушао да искористи Алексисин страх да не буде послата у затвор, она је послала Адама у Аустралију да нађе нешто како би обуздала Бена. |                    |                             |                     |                                                                 |                     |           |                             |
| 161 | 13                 | "Бушотина"                  | Ирвинг Џ. Мур       | Синопсис: Харолд Стоун Сценарио: Лоренс Хит                     | 7. јануар 1987.     | DY-158    | 18.40                       |
| Блејк је одбио Бенов предлог за помирење подсећајући га да ни њега није занимало да буду браћа кад је он био на дну. Бен је одговорио Блејку претњом. Адам у Аустралији не само да је пронашао потребне податке за коришћење против Бена, него и његову давно-изгубљену ћерку Лесли. Блејк, Алексис и Бен су отишли у Хонг Конг како би завршили враћање бушотина на Јужно-кинеском мору Блејку. Семи Џо се бори са својом одлуком да крије да није трудна од Клеја. Мајкл је одвео Аманду на језеро, али су се посвађали док бу били тамо јер је она открила да је он тужио Блејка. Аманда је отишла на пловидбу са Мајклом и открила његова муљања од Стивена после чега је отишла из Денвера у Лондон. Блејк и Бен су били на бушотини у време праска, а како је тражио освету, Бен је размишљао да остави Блејка да погине.Прва појава Лесли Карингтон. Последња појава Аманде Карингтон.                  |                    |                             |                     |                                                                 |                     |           |                             |
| 162 | 14                 | "Љубав за памћење (1. део)" | Роберт Ширер        | Синопсис: Едвард Де Бласио Сценарио: Лоренс Хит                 | 14. јануар 1987.    | DY-159    | 18.50                       |
| Бен је спасао Блејка са бушотине која је летела у ваздух. У болници се Блејк пробудио, али је веровао да је 1964. година, а Алексис је одлучила да искористи Блејков губитак памћења и учини да изгледа као да су срећан брачни пар. Пошто је Семи Џо имала незгоду на салашу, Клеј је открио да она није уопште била трудна. |                    |                             |                     |                                                                 |                     |           |                             |
| 163 | 15                 | "Љубав за памћење (2. део)" | Ирвинг Џ. Мур       | Синопсис: Едвард Де Бласио Сценарио: Лоренс Хит                 | 21. јануар 1987.    | DY-160    | 19.60                       |
| Кристал и Декс су стигли у Сингапур да траже Блејка и Алексис. За то време у Денверу, Семи Џо и Стивен су се зближили због својих непожељних стања. Док се правила да је госпођа Блејка Карингтона, Алексис се занела у својој лакрдији, али кад јој је прорадила савест, она је открила своју обману Блејку па се он нашао са Кристал. |                    |                             |                     |                                                                 |                     |           |                             |
| 164 | 16                 | "Портрет"                   | Ненси Малон         | Синопсис: Едвард Де Бласио и Џоана Емерсон Сценарио: Лоренс Хит | 28. јануар 1987.    | DY-161    | 18.90                       |
| Кад су се вратили у Денвер, Кристал је засметало то што се наставила Блискост између Блејка и Алексис. Породица је сазнала да је Аманда отишла из града. Стивен и Клеј су се потукли због Семи Џо. Лесли је стигла у Денвер где је имала непријатан сусрет са својим оцем Беном. |                    |                             |                     |                                                                 |                     |           |                             |
| 165 | 17                 | "Рођендан"                  | Роберт Ширер        | Синопсис: Денис Тарнер Сценарио: Лоренс Хит                     | 4. фебруар 1987.    | DY-162    | 18.20                       |
| Пошто су Клеј и Семи Џо ставили тачку на свој кратки брак, Адам је најавио своју веридбу са Дејном. Обе вести су обраодвале Алексис која је одмах кренула да припрема свадбу. Декс је одлучио да остави Алексис и завршио је код Доминик. Кристина се онесвестила па је хитно пребачена у болницу. |                    |                             |                     |                                                                 |                     |           |                             |
| 166 | 18                 | "Испитивање"                | Ненси Малон         | Синопсис: Денис Тарнер Сценарио: Лоренс Хит                     | 11. фебруар 1987.   | DY-163    | 16.90                       |
| Мајкл је изнео Алексис нову понуду, али је она оклевала да је прихвати. Кад је Алексис дошла у болницу како би пружила подршку у вези Кристине, тамо ју је затекла Кристал. Лесли је прихватила Кристалин позив да буде у вили Карингтонових. Клеју није било драго кад је чуо да је Семи Џо позвала Стивена и Денија да живе код ње. Блејк и Кристал су сазнали да је Кристинино стање кобно и да ће морати на пресађивање срца да би преживела. |                    |                             |                     |                                                                 |                     |           |                             |
| 167 | 19                 | "Мајке"                     | Ирвинг Џ. Мур       | Синопсис: Едвард Де Бласио Сценарио: Лоренс Хит и Рита Лакин    | 25. фебруар 1987.   | DY-164    | 13.70                       |
| Кристина је пребачена у болницу у Калифорнији где чека пресађивање срца. Декс је одвео Доминик у Вајоминг где су срели његову другарицу и друга из детињства Сару и Бојда Кертиса који су касније имали саобраћајну несрећу. Сара је преживела, али је Бојд погинуо, а њихова ћерка остала мождано мртва. Пре него што је пуштен из затвора, бивши конгресмен Нил МекВејн је сазнао занимљиве податке о Адаму кога је касније потресао кад му је рекао да је прави Адам Карингтон погинуо као беба и да је он варалица. Како се Лесли преселила у вилу Карингтонових, Бен је увидео прилику да проба да се помири са ћерком. Сара Кертис је пристала да дарује ћеркино срце Кристини.Прва појава Саре Кертис. |                    |                             |                     |                                                                 |                     |           |                             |
| 168 | 20                 | "Операција"                 | Гвен Арнер          | Синопсис: Френк В. Фурино Сценарио: Лоренс Хит и Рита Лакин     | 4. март 1987.       | DY-165    | 16.50                       |
| Не желећи да остави ћерку, Сара ју је замало повукла са операције. После разговора са Дексом се предомислила па је Кристина после краћег застоја отишла на пресађивање срца. Кад му је Нил МекВејн набавио податке да није прави Адам Карингтон, Адам је испитао Алексис о отмици. После непријатног упознавања, ни Клеј ни Лесли нису били срећни кад јој је Декс понудио посао Клејеве помоћнице. |                    |                             |                     |                                                                 |                     |           |                             |
| 169 | 21                 | "Гаража"                    | Дон Медфорд         | Синопсис: Едвард Де Бласио Сценарио: Лоренс Хит и Рита Лакин    | 11. март 1987.      | DY-166    | 16.50                       |
| Кристал и Блејк су се вратили у Денвер са Кристином. Адама уопште није иживцирало сазнање да можда уопште није Карингтон. Кад је потиштена Сара покушала да се убије, Кристал ју је позвала да пређе у вилу Карингтонових што је Блејку мало засметало. Бену није било драго кад му је Лесли рекла да иде на вечеру са Клејем. Семи Џо је покушала да заведе Стивена, али није успела. Алексис се изненадила кад је видела МекВејна. |                    |                             |                     |                                                                 |                     |           |                             |
| 170 | 22                 | "Туш"                       | Ирвинг Џ. Мур       | Синопсис: Џоана Емерсон Сценарио: Лоренс Хит и Рита Лакин       | 18. март 1987.      | DY-167    | 16.80                       |
| Дејна, Алексис и Стивен су покушали да сазнају шта изазива Адамово чудно и непредвидиво понашање. Кад га је Алексис одбила, Мајкл је ушао у тал са Нилом да се освети. И Блејк и Декс су увидели да се Сара превише повезује са Кристином, али Кристал то није приметила па ју је именовала за Кристинину дадиљу. |                    |                             |                     |                                                                 |                     |           |                             |
| 171 | 23                 | "Хаљина"                    | Гвен Арнер          | Синопсис: Френк В. Фурино Сценарио: Лоренс Хит и Рита Лакин     | 25. март 1987.      | DY-168    | 18.60                       |
| Сумње на Адама су почеле да расту кад је отказао свадбу због чега је Дејна остала утучена. Бак Фалмонт се посвађао са Клејем јер се забавља са Лесли, а она је испитала Бенову повезаност са Фалмонтовима. Сара је начула Блејка како изражава своје сумње због њеног све већег везивања за Кристину па је одлучила да оде из виле, али ју је Кристал убедила да остане. Стивен и Семи Џо су наставили да се све више зближавају. |                    |                             |                     |                                                                 |                     |           |                             |
| 172 | 24                 | "Веран"                     | Ненси Малон         | Синопсис: Денис Тарнер Сценарио: Лоренс Хит и Рита Лакин        | 1. април 1987.      | DY-169    | 16.30                       |
| Кад су водили љубав, Семи Џо је остала растужена кад јој је Стивен рекао да је погрешио и да не могу да буду више од пријатеља. Декс је покушао да упозори Алексис на њеног новог пословног ортака Дирка Моријеа. Пошто је коначно увидела Сарино чудно везивање за Кристину, Кристал ју је замолила да оде из виле што је она и учинила, али је повела и Кристину са собом. |                    |                             |                     |                                                                 |                     |           |                             |
| 173 | 25                 | "Стан"                      | Дон Медфорд         | Синопсис: Едвард Де Бласио Сценарио: Лоренс Хит и Рита Лакин    | 8. април 1987.      | DY-170    | 17.40                       |
| Отета Кристина је преплашена јер је држи неуравнотежена Сара која мисли да је она њена покојна ћерка Кети. Ник је запросио Доминик. МекВејн је натерао Адама да му да податке који ће изазвати Алексис вишемилионски губитак на следећем послу, а кривица због издаје мајке је још више утукла Адама.Последња појава Мајкла Кулхејна. |                    |                             |                     |                                                                 |                     |           |                             |
| 174 | 26                 | "Признање"                  | Ирвинг Џ. Мур       | Синопсис: А. Џ. Расел Сценарио: Лоренс Хит и Рита Лакин         | 22. април 1987.     | DY-171    | 16.90                       |
| Кад се Кристина вратила породици, Блејка и Кристал су одустали од тужбе против Саре под условом да оде на лечење. Кад му је кривица због скривања тајне коначно постала претешка, Адам је признао своје право име Блејку и Алексис. Адам и Дејна су одлучили да дају својој љубави још једну прилику и одлучили су да оду из Денвера. Братанац Дирка Моријеа Гавин је стигао у Денвер и одмах је почела да га занима Алексис. |                    |                             |                     |                                                                 |                     |           |                             |
| 175 | 27                 | "Веза"                      | Дон Медфорд         | Синопсис: Френк В. Фурино Сценарио: Лоренс Хит и Рита Лакин     | 29. април 1987.     | DY-172    | 16.80                       |
| Бак Фалмонт се обратио Блејку и замолио га да натера Лесли и Клеја да престану да се виђају. Кад је Блејк одбио да се меша, Бак му је рекао да Клеј није његов син него Бенов. Џеки се вратила у Денвер у намери да помири родитеље, а Нику је рекла да се окане Доминик.Уз Кристалину помоћ, Сара је коначно прихватила да јој је ћерка мртва. Лесли је сломила вест да су она и Клеј можда полубрат и полусестра па је искалила свој бес на Бену.Гавин је извео Алексис једно вече. |                    |                             |                     |                                                                 |                     |           |                             |
| 176 | 28                 | "Игра сенки"                | Ирвинг Џ. Мур       | Синопсис: Едвард Де Бласио Сценарио: Лоренс Хит и Рита Лакин    | 6. мај 1987.        | DY-173    | 17.60                       |
| Блејк и Алексис су изненадили Адама хартијама о усвајању пре свадбе. И Клеј Фалмонт и Бен Карингтон су одлучили да оду из Денвера после брука око тога ко је отац Клеју. Доминик је коначно пристала да се уда за Ника. Декс и Гавин су се потукли због Алексис, а кад је касније Декс њој рекао да јој је живот празан, она је узрујана излетела колима са моста. После свадбе, целу породицу Карингтон је узело за таоце у вили лизе из прошлости: Метју Блајздел.Последња појава Саре Кертис, Бенџамина Карингтона, Клеја Фалмонта и Доминик Деверо. Појава Метјуа Блајздела. |                    |                             |                     |                                                                 |                     |           |                             |

## Пријем
У седмој сезони, Династија је завршила на 24. месту са просечним бројем гледалаца од 17,2 милиона.